# 第10回ロサンゼルス映画批評家協会賞
第10回ロサンゼルス映画批評家協会賞は、ロサンゼルス映画批評家協会によって1984年の映画に贈られた映画賞である。1984年12月5日に発表され、授賞式は1985年1月24日行われた。

## 受賞
- 主演男優賞:
  - F・マーリー・エイブラハム – 『アマデウス』
  - アルバート・フィニー – 『火山のもとで』

- 主演女優賞:
  - キャスリーン・ターナー – 『ロマンシング・ストーン 秘宝の谷』、『クライム・オブ・パッション』

- 撮影賞:
  - 『キリング・フィールド』 - クリス・メンゲス

- 監督賞:
  - ミロシュ・フォアマン - 『アマデウス』

- 作品賞:
  - 『アマデウス』

- 外国映画賞:
  - 『4番目の男』 ( オランダ)

- 音楽賞:
  - 『ワンス・アポン・ア・タイム・イン・アメリカ』 - エンニオ・モリコーネ

- 脚本賞:
  - 『アマデウス』 - ミロシュ・フォアマン

- 助演男優賞:
  - アドルフ・シーザー - 『ソルジャー・ストーリー』

- 助演女優賞:
  - ペギー・アシュクロフト - 『インドへの道』

- 生涯功労賞:
  - ルーベン・マムーリアン

- インディペンデント/実験映画・ビデオ賞:
  - ジョージ・クッチャー

- ニュー・ジェネレーション賞:
  - アラン・ルドルフ

- 特別賞:
  - アンドリュー・サリス
  - フランソワ・トリュフォー